# Nālāyirativviyappirapantam
Il Nālāyirativviyapirapantam (Nālāyirativyaprapantam, in caratteri tamiḻ: நாலாயிரத் திவ்வியப் பிரபந்தம்; sanscrito: Nālāyira-divya-prabhandam, "La sacra raccolta poetica delle quattromila stanze") è un testo canonico viṣṇuita in lingua tamiḻ.

## Caratteristiche dell'opera
Il libro raccoglie le opere poetiche dei mistici tamiḻ detti Āḻvār vissuti tra il VI e il IX secolo i quali veneravano, in qualità di Dio, la Persona suprema, Māl (Māyōṉ), nome che in lingua tamiḻ intende indicare quella divinità che in sanscrito è nominata come Kṛṣṇa/Viṣṇu/Nārāyaṇa ovvero il Kṛṣṇa della Bhagavadgītā e il Visnù/Nārāyaṇa dei primi Purāṇa.
Curatore della raccolta è l'ācārya Nātamuṉi, il figlio di Īśvarabhaṭṭa, un brahmano vissuto intorno al X secolo e nato a Vīranārāyaṇapuram, nel regno dei Cola.
Da notare che la riorganizzazione complessiva del testo, con particolare riguardo al Ciṟiyatirumaṭal e al Periyatirumaṭal, e l'obiettivo religioso di raggiungere le canoniche 4000 stanze divise in 24 opere (queste uguale al numero sacro delle sillabe della Gāyatrī) ha condotto, nel XIII secolo, ad aggiungere un ulteriore testo, l'Irāmāṉucanūṟṟantāti di Tiruvaraṅkattamutaṉār, l'allievo di Rāmānuja, che tratta delle vite degli āḻvār e degli ācārya dello Śrī Vaiṣṇava-Sampradāya.
In appendice sono comunemente aggiunte le opere di Maṇavāḷamāmuṉikaḷ (altro ācārya dello Śrī Vaiṣṇava-Sampradāya): lo Upatēcarattiṉamālai, il Tiruvāymoḻinūṟṟantāti, lo Iyalcāttu, e il Cāttumuṟai.

## Contenuti dell'opera
|    | Nome dell'inno                           | Stanza di avvio | Ultima stanza | Numero delle stanze | Opera di              |
| -- | ---------------------------------------- | --------------- | ------------- | ------------------- | --------------------- |
| 1  | Periyāḻvārtirumoḻi (Tiruppallāṇṭu: 1-13) | 1               | 473           | 473                 | Periyāḻvār            |
| 2  | Tiruppāvai                               | 474             | 503           | 30                  | Āṇṭāḷ                 |
| 3  | Nācciyārtirumoḻi                         | 504             | 646           | 143                 | Āṇṭāḷ                 |
| 4  | Perumāḷtirumoḻi                          | 647             | 751           | 105                 | Kulacēkaraṉ           |
| 5  | Tiruccantaviruttam                       | 752             | 871           | 120                 | Tirumaḻicaiyāḻvār     |
| 6  | Tirumālai                                | 872             | 916           | 45                  | Toṇṭaraṭippoṭiyāḻvār  |
| 7  | Tiruppaḷḷiyeḻucci                        | 917             | 926           | 10                  | Toṇṭaraṭippoṭiyāḻvār  |
| 8  | Amalaṉātipirāṉ                           | 927             | 936           | 10                  | Tiruppāṇāḻvār         |
| 9  | Kaṇṇinuṇciṟuttāmpu                       | 937             | 947           | 11                  | Maturakavi            |
| 10 | Periyatirumoḻi                           | 948             | 2031          | 1084                | Tirumaṅkaiyāḻvār      |
| 11 | Tirukkuṟuntāṇṭakam                       | 2032            | 2051          | 20                  | Tirumaṅkaiyāḻvār      |
| 12 | Tiruneṭuntāṇṭakam                        | 2052            | 2081          | 30                  | Tirumaṅkaiyāḻvār      |
| 13 | Mutaltiruvantāti                         | 2082            | 2181          | 100                 | Poykaiyāḻvār          |
| 14 | Iraṇṭāntiruvantāti                       | 2182            | 2281          | 100                 | Pūtattāḻvār           |
| 15 | Mūṉṟāntiruvantāti                        | 2282            | 2381          | 100                 | Pēyāḻvār              |
| 16 | Nāṉmukaṉtiruvantāti                      | 2382            | 2477          | 96                  | Tirumaḻicaiyāḻvār     |
| 17 | Tiruviruttam                             | 2478            | 2577          | 100                 | Nammāḻvār             |
| 18 | Tiruvāciriyam                            | 2578            | 2584          | 7                   | Nammāḻvār             |
| 19 | Periyatiruvantāti                        | 2585            | 2671          | 87                  | Nammāḻvār             |
| 20 | Tiruveḻukūṟṟirukkai                      | 2672            | 2672          | 1                   | Tirumaṅkaiyāḻvār      |
| 21 | Ciṟiyatirumaṭal                          | 2673            | 2712          | 40                  | Tirumaṅkaiyāḻvār      |
| 22 | Periyatirumaṭal                          | 2713            | 2790          | 78                  | Tirumaṅkaiyāḻvār      |
| 23 | Tiruvāymoḻi                              | 2791            | 3892          | 1102                | Nammāḻvār             |
| 24 | Irāmāṉucanūṟṟantāti                      | 3893            | 4000          | 108                 | Tiruvaraṅkattamutaṉār |

Il numero totale delle stanze è 4000.

## Recensioni
Sono cinque le edizioni integrali in lingua del Nālāyirativviyappirapantam:
- Śrītivyappirapantam, curata da diversi paṇḍit, 4 voll., Madras 1956;
- Nālāyirativviyappirapantam, curata da Pirativātipayaṅkaram Aṇṇaṅkarācāriyar, Madras 1971;
- Nālāyirativviyapirapantam,  curato da Kārappaṅkāṭu Kōpālācāriyar, Madras 1971;
- Nālāyirativyappirapantam, curato da K. Vēṅkaṭacāmi Reṭṭiyār, Madras 1981;
- Nālāyirativyaprapantam, curato da T. Vēṅkaṭakiruṣṇayyaṇkār, in 2 parti, Tirunelveli, 2ª edizione: 1984-95.

Non esistono edizioni integrali in lingua occidentale, in lingua italiana un'esemplare raccolta di questi inni è stata curata da Emanuela Panattoni e pubblicata con il titolo Inni degli Āḻvār dalla Utet di Torino nel 1993.